# Lagis tenera
Lagis tenera är en ringmaskart som beskrevs av Hartmann-Schröder 1959. Lagis tenera ingår i släktet Lagis och familjen Pectinariidae. Inga underarter finns listade i Catalogue of Life.